# 撤銷 (法律)
撤銷（德語：Anfechtung）為法律專用術語，當某個意思表示的發出人所想要成立的法律行為有瑕疪時，該意思表示的發出人可以將其所發出的意思表示收回，讓該法律行為溯及至成立時失效，或是讓該法律行為不能成立。

## 意義
一個法律行為，若要能夠讓它完全地發生法律上的效力，則必須通過二個關卡，即要符合此法律行為所應具備的成立要件與生效要件二者。一個法律行為，若欠缺成立要件，則該法律行為的效果為不成立，反之若具備成立要件，則該法律行為成立。然而在法律的認知上，此法律行為縱使已然成立，但仍尚不能夠發生當事人所欲發生的效果，因為必須再行檢視該法律行為是否具備生效要件；若完全具備，則該法律行為生效。反之則可能有三種情況，依其瑕疪的程度由重到輕地讓該法律行為無效、得撤銷，或是讓第三人決定其生效與否，即所謂的效力未定。換句話說，當法律行為的生效要件具備了得撤銷形態的瑕疪時，有權撤銷之當事人便得將其意思表示予以撤銷。

## 得撤銷之理由
在立法政策上，不同於無效之法律行為每每涉及公益。法律行為的效果若屬得撤銷，通常僅為私益受到危害而已。其類型有如下列：
1. 因表意人其意思表示有錯誤時。[註 3]
2. 因被詐欺或被脅迫而為之意思表示。[註 4]

## 撤銷權之行使
- 撤銷權之行使，首先必須要有法律明文依據，如上述之意思表示錯誤、因受詐欺或受脅迫所為之意思表示等。[來源請求]
- 撤銷權之行使，原則上並不需要特殊形式，僅需以意思表示向相對人提出便可。[註 5] [5]

## 撤銷後之效力
意思表示撤銷後之效力，原則上應視為未發出該意思表示。

## 區別
意思表示之撤銷與撤回不同，前者是讓已經生效的法律行為令其失效，即溯及至成立前之態樣；而後者是當意思表示尚未受到拘束時，意思表示之表意人收回其意思表示之行為。